# Jean-Joseph Benjamin-Constant
Jean-Joseph Benjamin-Constant (també escrit Benjamin Constant), nascut Jean-Joseph Constant el 10 de juny de 1845 a París (França) i mort a la mateixa ciutat el 26 de maig de 1902, va ser un pintor i gravador francès, conegut pels seus retrats i temes orientalistes, i va escriure estudis sobre pintors francesos contemporanis.

## Biografia
Jean-Joseph Benjamin-Constant va estudiar art a Toulouse, on va passar la seva adolescència, i posteriorment a l'École des Beaux-Arts (Escola de Belles Arts) de París, on va ser deixeble d'Alexandre Cabanel. El seu primer estil estava influenciat per Eugène Delacroix.
Va competir sense èxit pel Prix de Rome els anys 1868 i 1869, però la seva primera exhibició al Saló de París, amb el quadre "Hamlet i el rei" (actualment al Musée d'Orsay, a París), li va fer guanyar reputació de colorista.
El pintor va lluitar a la guerra francoprussiana (1870-1971) i més tard va viatjar a Toledo, Madrid, Còrdova i Granada, on va conèixer el pintor orientalista català Marià Fortuny. Més tard, un viatge al Marroc l'any 1872 va influir fortament en el seu desenvolupament artístic, i el va dur a produir escenes històriques romàntiques sota l'encant de l'Orientalisme, per les quals és conegut; va romandre-hi durant dos anys.
D'entre els seus treballs notables d'aquest estil hi ha "Últims rebels", "Justícia a l'harem" (ambdós al Musée du Luxembourg, a París), "Les chérifes", i "Presoners marroquins" (a Bordeus). La seva gran tela "L'entrada de Mahomet II a Constantinoble", va rebre una medalla el 1876; actualment s'exposa al Musée des Augustins, a Toulouse.
La seva carrera de retratista va començar a partir de 1880, i en són una mostra els nombrosos enviaments que va fer al Saló de París durant els següents anys. Fins a l'any 1886 Benjamin-Constant va contribuir-hi regularment, però quan la seva última pintura presentada no va aconseguir guanyar la medalla d'or va anar abandonant progressivament l'estil orientalista.
Marxa als Estats Units el 1889, on posen per a ell grans personalitats, d'entre els quals destaquen la Reina Victòria, la reina consort Alexandra d'Anglaterra (1901), on era el retratista preferit per l'aristocràcia, i el Papa Lleó XIII.
És en aquesta època quan es va dedicar també a la pintura mural: el gran plafó de l'Hotel de Ville de París (1892) ("París rebent el món"), el de l'Opéra Comique (1898), i les seves pintures a la nova Sorbona representant la "Literatura", "Les ciències", i l'"Acadèmia de París".
El 1898 va ser nomenat Comandant de la Legió d'Honor.

## Galeria

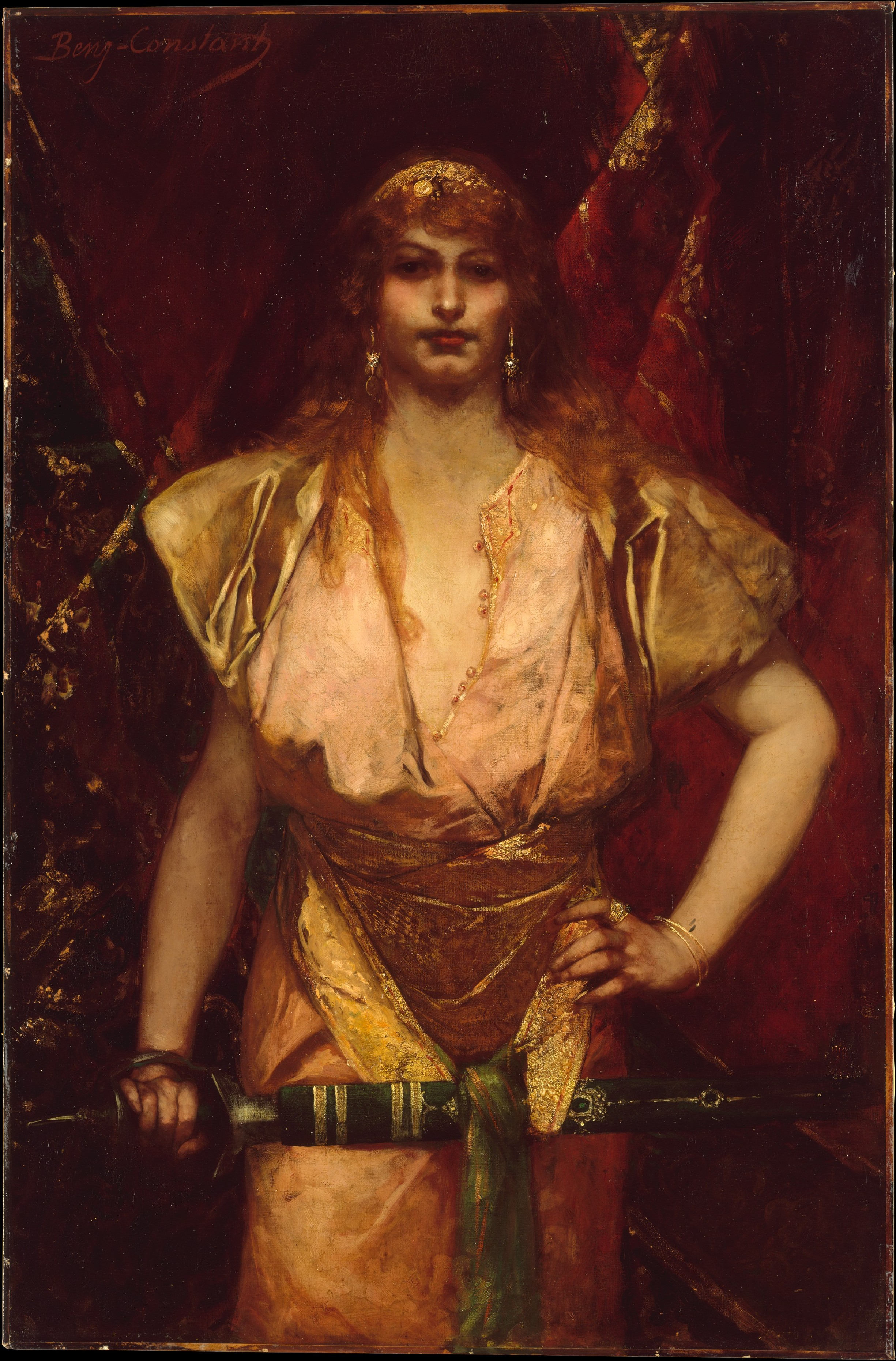
Judith Metropolitan Museum of Art
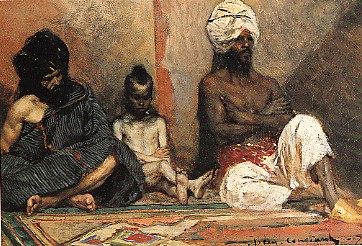
Arabes assis (1877) Dahesh Museum
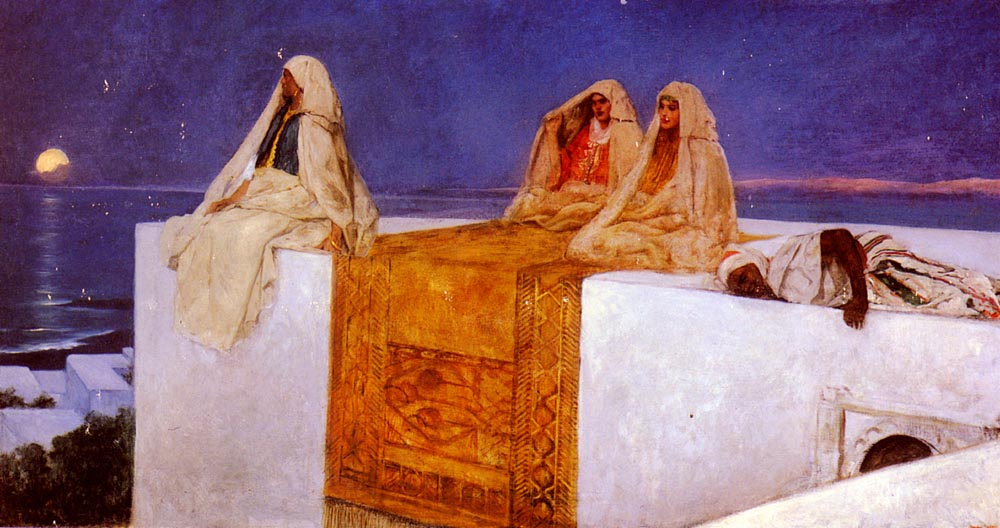
Les nuits arabes Col·lecció privada
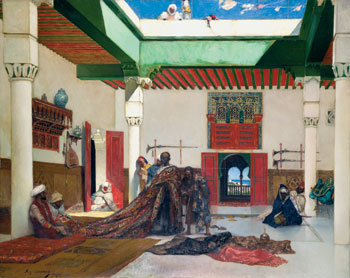
Marchand de tapis à Tanger (1883) Col·lecció privada
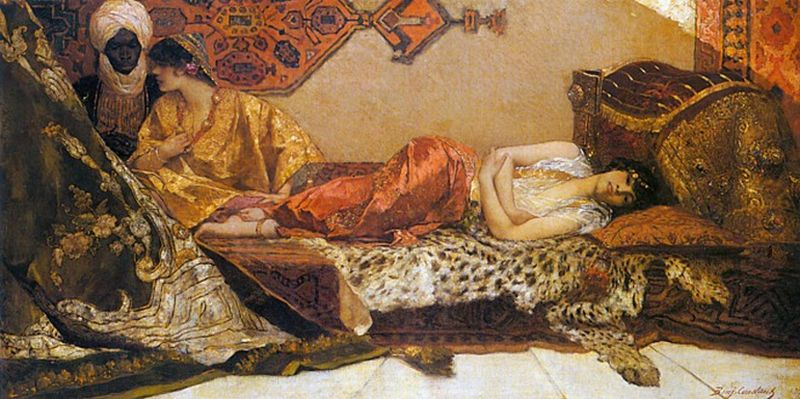
Odalisque (1882) Col·lecció privada
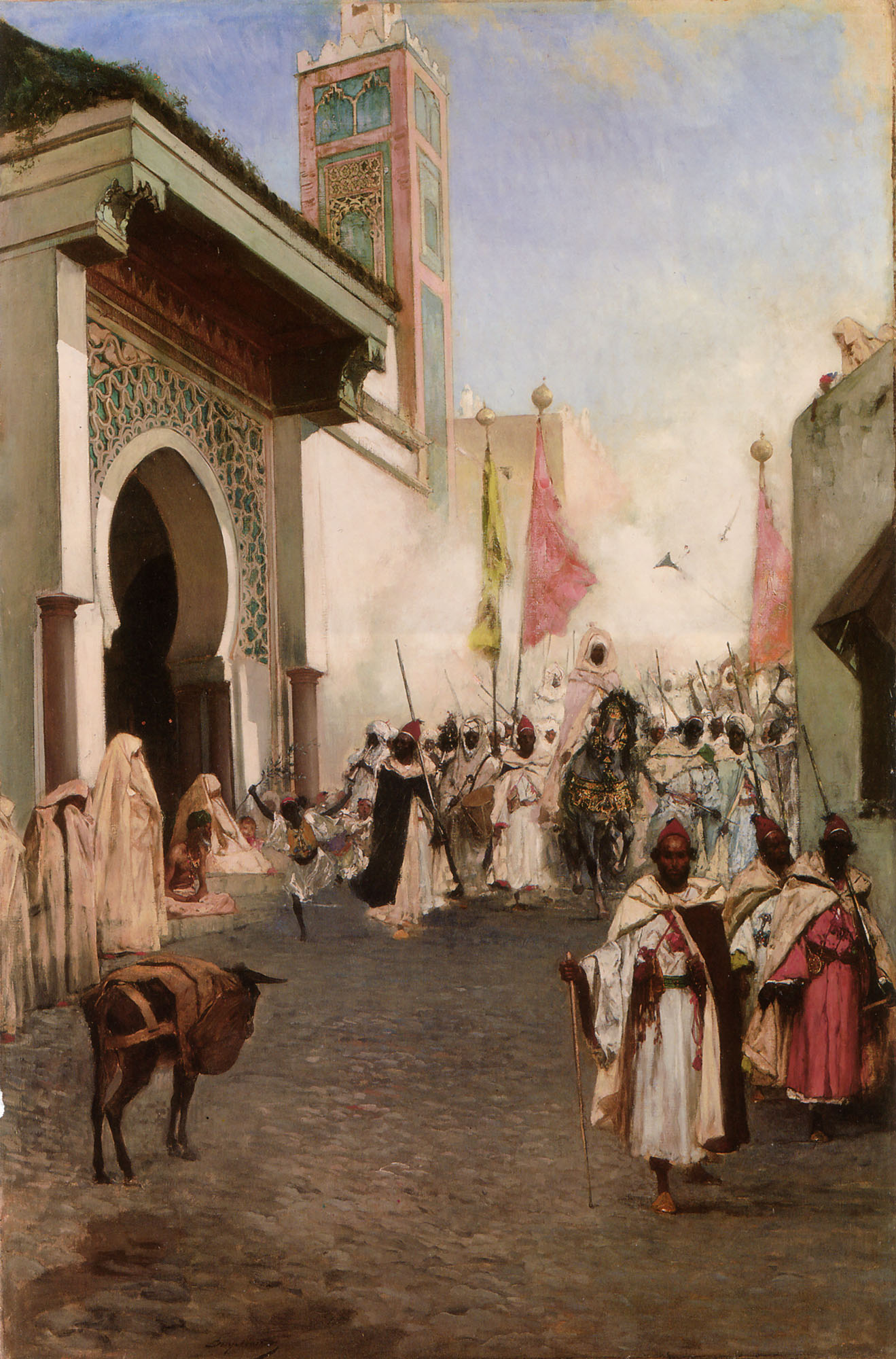
Entrée de Mehmed II dans Constantinople Col·lecció privada
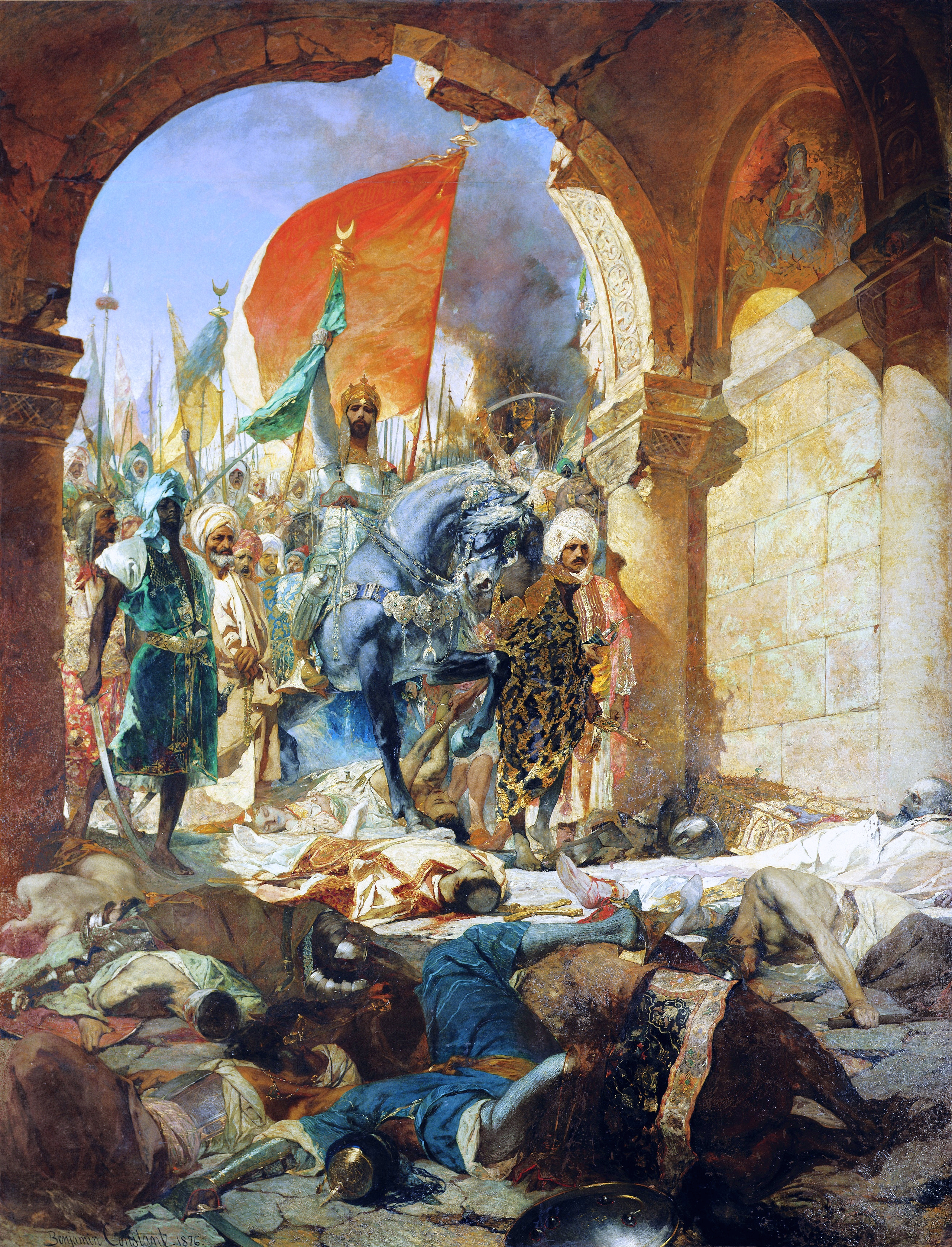
Entrée de Mehmed II dans Constantinople (1876) Col·lecció privada
La favorite d'émir (1879) U.S. Naval Academy Museum